# IC 2034
IC 2034 — галактика типу Sc (компактна спіральна галактика) у сузір'ї Сітка.
Цей об'єкт міститься в оригінальній редакції індексного каталогу.